# Mitsubishi Space Wagon
Mitsubishi Space Wagon (w Japonii Chariot i Chariot Grandis) – samochód typu van produkowany w latach 1983-2004 przez Mitsubishi Motors. Space Wagon został wyprodukowany jako odpowiedź na Renault Espace i Chryslera Voyagera. Model miał trzy generacje. W 2004 roku produkcja została wstrzymana a Space Wagona zastąpił na rynku Mitsubishi Grandis.

## Pierwsza generacjaD00(1983–1992)
Pierwszy model nazywał się Mitsubishi Space Wagon 1800 GLX i oferowany był z czterocylindrowym silnikiem benzynowym o pojemności 1795 cm³ i 90KM.
W 1985 roku do oferty dołączył drugi silnik benzynowy. Mitsubishi Space Wagon 2000 GLX posiadał silnik o pojemności 1997 cm³ i dysponował mocą 102KM. Rok później dostępny był Space Wagon z silnikiem turbo Diesla – Mitsubishi Space Wagon Turbo D. Był to silnik o pojemności 1796 cm³ o mocy 75KM.

## Druga generacjaN30/N40(1993–1998)
Druga generacja Space Wagona produkowana była w latach 1993-1998. Silnik 2.0L 102KM pozostał z poprzedniej generacji. Pojawiły się jednak trzy nowe silniki: 1.8L 16V 122KM, 2.0L 16V 133KM i turbodiesel 2.0L 82KM.

## Trzecia generacjaN50(1998–2004)
Produkcja trzeciej generacji Space Wagona rozpoczęła się w 1998 roku. Od jej początku dostępna była jedynie jedna jednostka napędowa – 2.4L silnik z bezpośrednim wtryskiem paliwa (GDI) o mocy 150KM. W latach 1999–2001 dostępny był także trzylitrowy silnik GDI posiadający moc 215KM. Od 2002 roku dostępny był także najmniejszy silnik o pojemności 2.0L i mocy 133KM. Pod koniec 2000 roku silnik 2.4L GDI został zmodyfikowany w celu mniejszej emisji zanieczyszczeń. Po tym zabiegu moc zmalała z 150KM na 147KM. W 2004 Space Wagon został zastąpiony przez Mitsubishi Grandis.
Silniki;

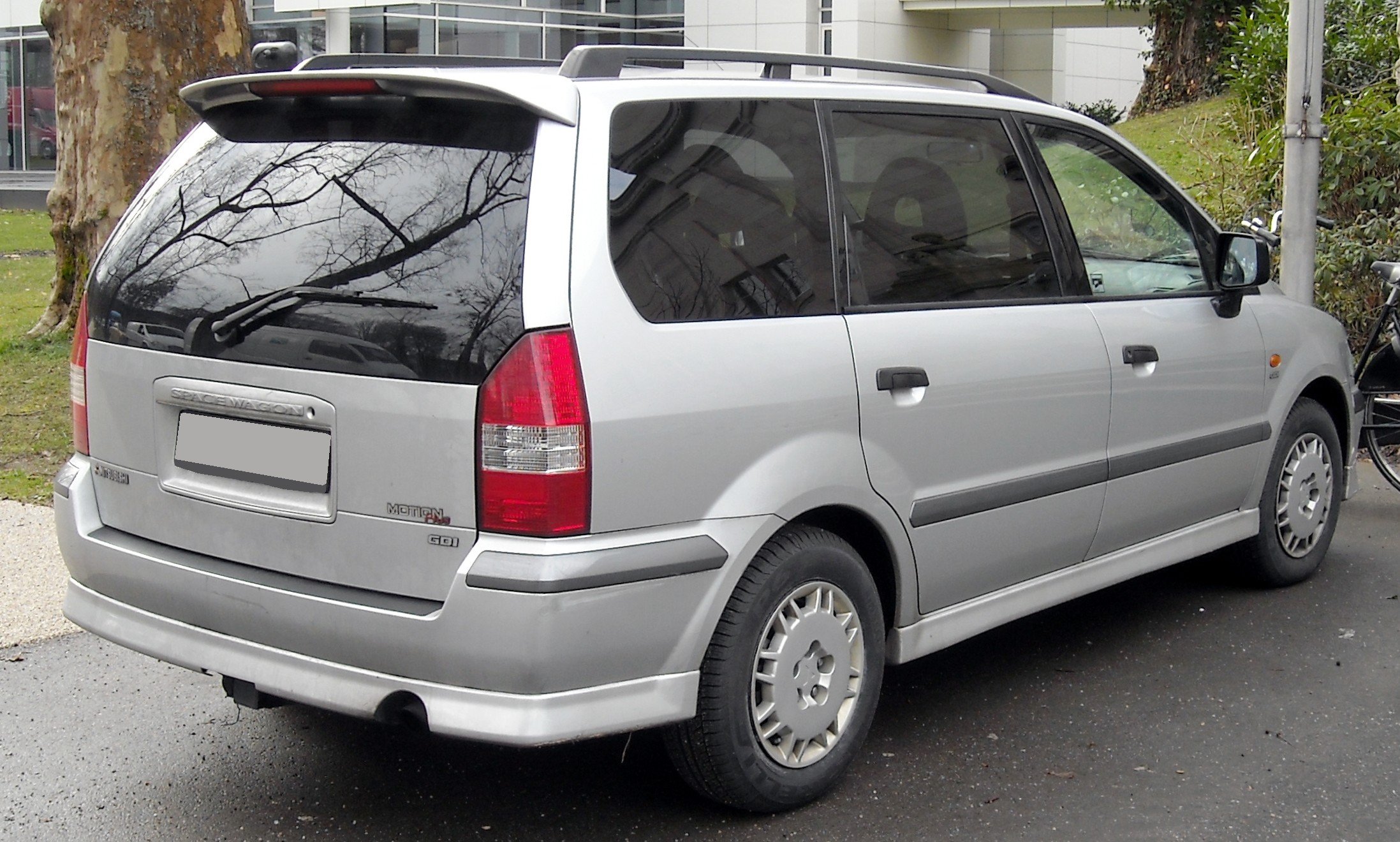
tył 3. generacji

- 2.0, R4, 1997 cm³, 98kW (133KM), 04/2002–12/2004
- 2.4 GDI, R4, 2351 cm³, 110kW (150KM), 10/1998–09/2000
- 2.4 GDI, R4, 2351 cm³, 108kW (147KM), 10/2000–12/2004
- 3.0 GDI, V6, 2972 cm³, 158kW (215KM), 1999-2001